# Чудесан сан Дзиге Вертова
Чудесан сан Дзиге Вертова је југословенски документарно-играни  филм из 1990. године. Режирао га је Мирослав Бата Петровић који је написао и сценарио.

## Радња
Мотиви и идеје Дзиге Вертова, једног од најистакнутијих аутора совјетског немог филма, вариране су у овом времену и простору са дистанцом од шездесет година. Та дистанца омогућава да се на ироничан начин открију сличности између овог и оног времена. Рађен по мотивима филма „Човек с филмском камером“ Дзиге Вертова 1929.

## Улоге
| Глумац               | Улога |
| -------------------- | ----- |
| Златомир Дукић       |       |
| Драгослав Илић       |       |
| Милош Савић          |       |
| Танасије Узуновић    |       |
| Ана Вујовић Ћетковић |       |